# Harmanec (potok)

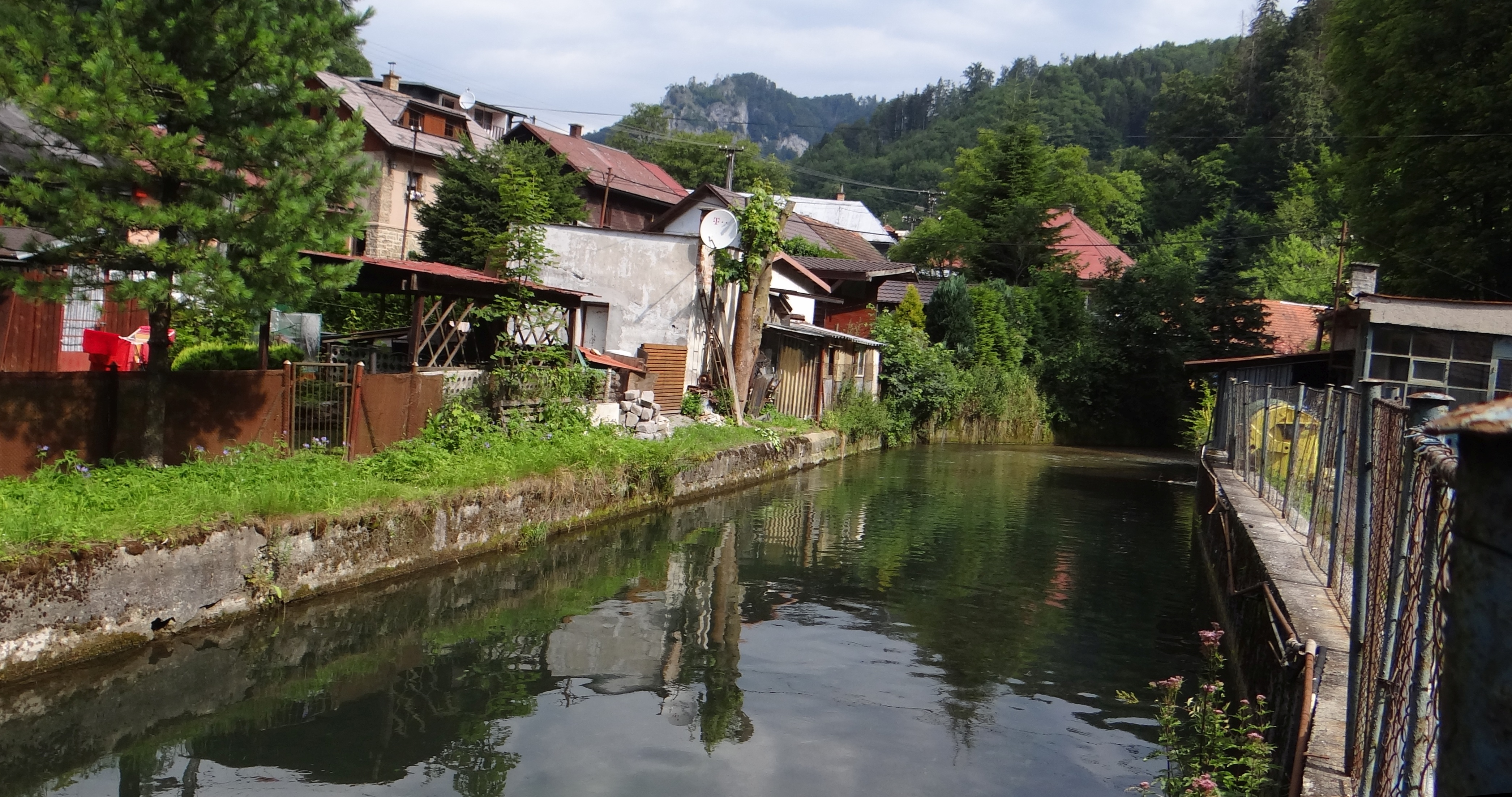
Potok Harmanec v části obce Dolný Harmanec

Harmanec je potok v severozápadní části okresu Banská Bystrica na Slovensku, je to pravostranný přítok Bystrice a má délku 6,4 km.

## Tok
Protéká Velkou Fatrou, pramení v jejím podcelku Bralná Fatra na jižním svahu Krásného kopce 1237,2  m n. m. v nadmořské výšce kolem 1000 m n. m. Nejprve teče severojižním směrem přes Zalámanou dolinu, pak se stáčí na jihovýchod a pokračuje Harmaneckou dolinou. Protéká výrazně skalnatým územím, na obou březích vystupují výrazné vápencové soutěsky. Na toto území se váže hromadný výskyt tisu červeného, který je chráněn v rámci NPR Harmanecká tisina. Zleva přibírá přítok z údolí Túfna, zprava přítok zpod Svrčinníka (1312,8 m n. m.) a protéká osadou Horný Harmanec. Dále přibírá pravostranný Čierny potok a levostranný Rakytov a severně od obce Dolný Harmanec se v nadmořské výšce kolem 495 m n. m. vlévá do Bystrice.